# Olegário Maciel (Piranguinho)
Olegário Maciel é um distrito do município brasileiro de Piranguinho, no interior do estado de Minas Gerais. Segundo o censo demográfico de 2022, realizado pelo Instituto Brasileiro de Geografia e Estatística (IBGE), sua população era de 1 291 habitantes e havia 467 domicílios particulares permanentes ocupados. Possui área de 66,14 km² conforme a Fundação João Pinheiro (FJP).
De acordo com o IBGE, em 2010 a população era de 1 410 habitantes e havia 666 domicílios particulares.
Foi criado pela lei estadual nº 2.764 de 30 de dezembro de 1962, juntamente à emancipação da cidade. Seu nome homenageia o ex-senador e governador de Minas Gerais Olegário Dias Maciel.